# Paul Penhoët
Paul Penhoët (Clamart, 28 de diciembre de 2001) es un ciclista francés que compite con el equipo Groupama-FDJ.

## Palmarés
2021
- Tour de Eure y Loir, más 1 etapa

2022
- 1 etapa del Tour de Normandía[1]
- Juegos Mediterráneos en Ruta

2023
- Tour de Finisterre[2]
- 1 etapa del Tour Poitou-Charentes en Nueva Aquitania
- Copa de Francia[3]

## Resultados en Grandes Vueltas
| Carrera | Carrera         | 2020 | 2021 | 2022 | 2023 | 2024 | 2025  |
| ------- | --------------- | ---- | ---- | ---- | ---- | ---- | ----- |
|         | Giro de Italia  | —    | —    | —    | —    | —    | —     |
|         | Tour de Francia | —    | —    | —    | —    | —    | 111.º |
|         | Vuelta a España | —    | —    | —    | —    | —    | —     |

―: no participa
Ab.: abandono

## Equipos
- Groupama-FDJ Continental (2020-07.2022)
- Groupama-FDJ (08.2022-)